# Vaupoisson
Vaupoisson ist eine französische Gemeinde mit 127 Einwohnern (Stand 1. Januar 2022) im Département Aube in der Region Grand Est (vor 2016 Champagne-Ardenne). sie gehört zum Arrondissement Troyes und zum Kanton Arcis-sur-Aube. Die Einwohner werden Vaupoissonois genannt.

## Geografie
Vaupoisson liegt etwa 26 Kilometer nordnordöstlich von Troyes an der Aube, der die Gemeinde im Nordosten begrenzt. Umgeben wird Vaupoisson von den Nachbargemeinden Saint-Nabord-sur-Aube im Norden und Nordwesten, Vinets im Norden, Isle-Aubigny im Nordosten, Ortillon im Süden und Osten, Voué im Südwesten, Saint-Remy-sous-Barbuise im Westen und Südwesten sowie Mesnil-la-Comtesse im Westen und Nordwesten.

## Bevölkerungsentwicklung
| Jahr                       | 1962 | 1968 | 1975 | 1982 | 1990 | 1999 | 2006 | 2011 | 2018 |
| Einwohner                  | 145  | 152  | 146  | 133  | 151  | 139  | 143  | 141  | 119  |
| Quellen: Cassini und INSEE |      |      |      |      |      |      |      |      |      |

## Sehenswürdigkeiten
- Kirche Sainte-Tanche aus dem 16. Jahrhundert
- Apollostatue von Vaupoisson, heute im Museum Saint-Loup in Troyes zu sehen

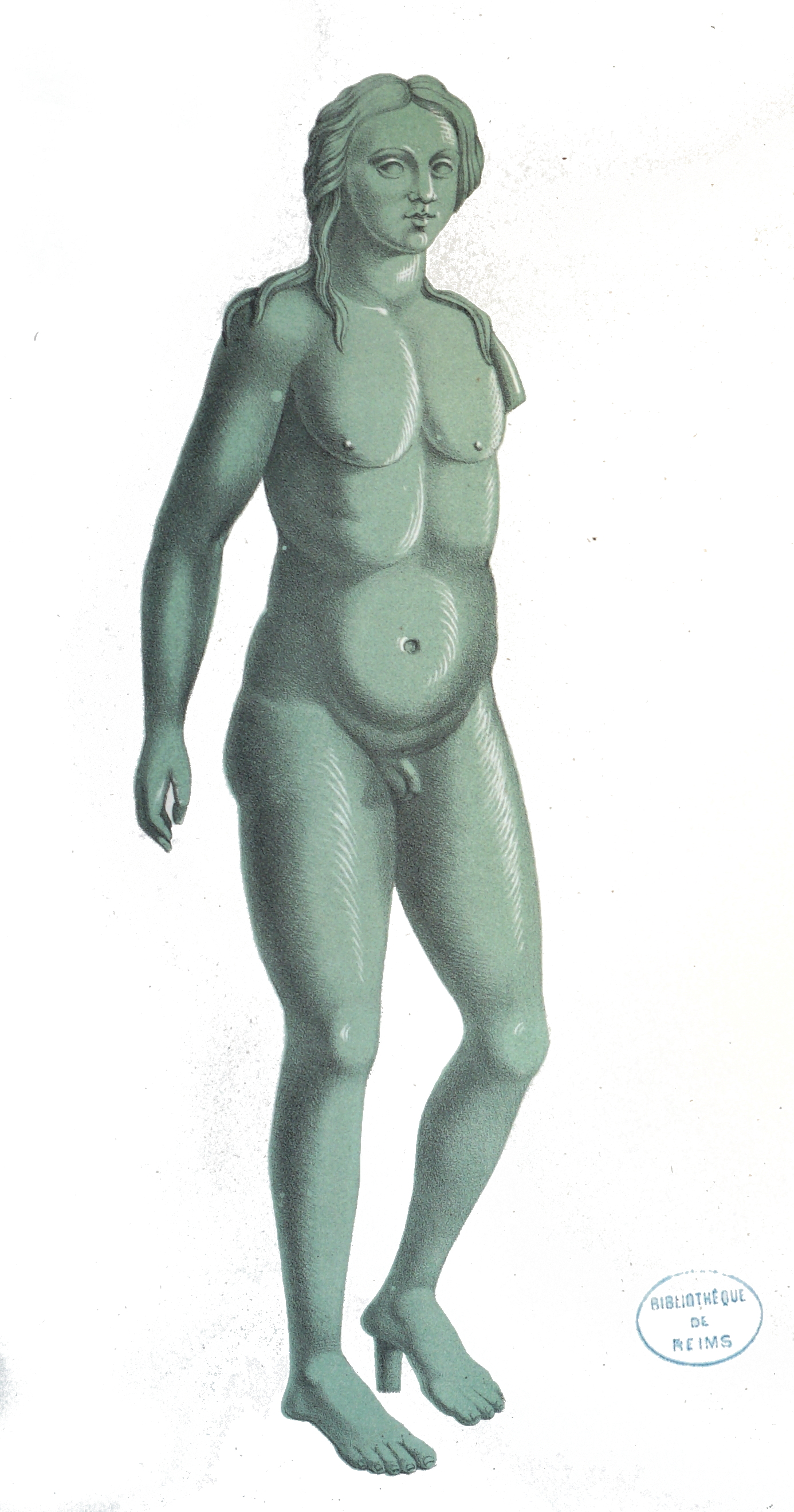
Apollostatue